# Europapokal der Landesmeister (Handball) der Frauen 1986/87
Am Europapokal der Landesmeister 1986/87 nahmen 24 Handball-Vereinsmannschaften aus 24 Ländern teil. Diese qualifizierten sich in der vorangegangenen Saison in ihren Heimatländern für den Europapokal. Bei der 27. Austragung des Wettbewerbs machte Spartak Kiew mit der erfolgreichen Titelverteidigung den Titel-Hattrick perfekt. Im Finale besiegte man diesmal Hypobank Südstadt Wien aus Österreich und errang seinen zwölften Titel insgesamt. Mit Wien stand zum ersten Mal überhaupt eine Mannschaft aus Österreich in einem Europapokal-Endspiel.

## 1. Runde
|                       | Gesamt |                              | Hinspiel | Rückspiel |
| --------------------- | ------ | ---------------------------- | -------- | --------- |
| ATV Basel             | 40:22  | HC Bascharage                | 25:14    | 15:80     |
| Ookmeer Amsterdam     | 65:26  | Wakefield Metros             | 40:15    | 25:11     |
| Irsta HF              | 43:26  | HF Neistin Tórshavn          | 21:11    | 22:15     |
| Sverresborg IF        | 41:31  | IF Stjernen                  | 22:19    | 19:12     |
| HC Elckerlyc Tongeren | 21:69  | TSV Bayer 04 Leverkusen      | 12:30    | 09:39     |
| Stade Français        | 43:40  | Club Balonmano Íber Valencia | 23:15    | 20:25     |
| Izmir Altınordu SK    | 47:67  | PF Cassano Magnago ASD       | 27:37    | 20:30     |
| Athinaikos H.C.       | 32:30  | Maccabi Ramat Gan            | 18:15    | 14:15     |

Durch ein Freilos zogen ASK Vorwärts Frankfurt/O., Radnički Belgrad, Vasas Budapest, Știința Bacău, Pogoń Stettin, TJ ZVL Prešov, Hypobank Südstadt Wien und Titelverteidiger Spartak Kiew direkt in das Achtelfinale ein.

## Achtelfinale
|                           | Gesamt |                        | Hinspiel | Rückspiel |
| ------------------------- | ------ | ---------------------- | -------- | --------- |
| ASK Vorwärts Frankfurt/O. | 75:32  | PF Cassano Magnago ASD | 37:11    | 38:21     |
| ATV Basel                 | 23:48  | Ookmeer Amsterdam      | 13:18    | 10:30     |
| TSV Bayer 04 Leverkusen   | 64:17  | Athinaikos H.C.        | 34:70    | 30:10     |
| Radnički Belgrad          | 49:40  | Vasas Budapest         | 27:13    | 22:27     |
| Spartak Kiew              | 49:31  | Sverresborg IF         | 23:15    | 26:16     |
| Știința Bacău             | 51:44  | Pogoń Stettin          | 30:19    | 21:25     |
| Irsta HF                  | 37:46  | TJ ZVL Prešov          | 19:21    | 18:25     |
| Hypobank Südstadt Wien    | 51:39  | Stade Français         | 28:17    | 23:22     |

## Viertelfinale
|                           | Gesamt |                        | Hinspiel | Rückspiel |
| ------------------------- | ------ | ---------------------- | -------- | --------- |
| ASK Vorwärts Frankfurt/O. | 35:39  | Știința Bacău          | 19:15    | 16:24     |
| TJ ZVL Prešov             | 56:53  | Radnički Belgrad       | 27:25    | 29:28     |
| TSV Bayer 04 Leverkusen   | 30:40  | Hypobank Südstadt Wien | 17:19    | 13:21     |
| Spartak Kiew              | 63:29  | Ookmeer Amsterdam      | 35:15    | 28:14     |

1. ↑  Beide Spiele fanden in Amsterdam statt.

## Halbfinale
|               | Gesamt |                        | Hinspiel | Rückspiel |
| ------------- | ------ | ---------------------- | -------- | --------- |
| TJ ZVL Prešov | 38:48  | Hypobank Südstadt Wien | 15:22    | 23:26     |
| Știința Bacău | 41:48  | Spartak Kiew           | 17:20    | 24:28     |

## Finale
|              | Gesamt |                        | Hinspiel | Rückspiel |
| ------------ | ------ | ---------------------- | -------- | --------- |
| Spartak Kiew | 52:45  | Hypobank Südstadt Wien | 25:17    | 25:20     |